# 山口県体育館
山口県体育館（やまぐちけんたいいくかん、「山口県立体育館」とも）は、山口県山口市中園町の現・山口市中央公園のある場所に1960年から1992年まであった県立の体育館。

## 概要
1950年代当時、山口市は学都、県都、あるいは文化都市と言われながら、大人数を収容することができる建物がなく、関係者並びに一般市民からも、そうした施設の建設が求められていた。全国的なイベントはもとより、全県的な大きな集会などを開催することができないために、市にとっても不利な面が少なくなかった。
このような要望にこたえるため、1959年（昭和34年）に県が市内の清水町にある中央公園の一角（現在の中園町7番1号）に着工した。
総工費約1億2000万円を要し、翌年の1960年（昭和35年）7月31日竣工。8月にこけら落としで全国高校体操選手権大会が開催された。
1963年（昭和38年）に開催された第18回国民体育大会を機として全国的、全県的な各種の室内競技大会の開催をするなど市内のスポーツ向上にも大きな役割を果たした。ほかにも物産展をはじめ、国内外のコンサートの開催など、さまざまイベントや成人の日には成人式も行なわれていた。
1992年（平成4年）、中園町地区の再開発に伴い、隣接していた山口市民球場、山口中央高校共々閉鎖・解体。県立体育館の機能は維新百年記念公園内のアリーナに移され、跡地には山口情報芸術センター及びNHK山口放送局が建った。

### 概要
- 主競技場　桜フローリング張り　44mX36.5m=1606㎡
- バスケットボール 2面
- ハンドボール 1面
- バレーボール 2面
- バドミントン 8面
- 庭球 2面
- 卓球 14台
- 体操一式
- ボクシング一式

### 利用状況
- 年間使用日数：約200日
- 使用比率：競技会関連74%、イベント関連26%
  - 競技の種目別の使用は卓球が年間15日で一番多く、次いでバドミントン、バレーボール、体操等の大会が多かった[6]。

## 主な大会・イベント

### 競技
- 1960年（昭和35年）8月 - 全国高校体操選手権大会
- 1963年（昭和38年）10月 - 第18回国民体育大会の体操競技が開催
- 1969年（昭和44年）11月 - 全日本体操選手権大会
- 1978年（昭和53年）3月 - バスケット日米高校定期戦第７戦

### コンサート
- 1976年（昭和51年）3月30日 - カーペンターズ（Carpenters Japan tour 1976）
- 1979年（昭和54年）5月2日 - クイーン（Jazz Tour）

### イベント
- 1962年（昭和37年） - 日本総合自動車ショー[7]

## 関連施設
- 維新百年記念公園
- 山口市民球場